# كابيل

## قصة الفيلم
يتحدث الفيلم عن أعمى يدعى روهان بهاتناغار (هريتيك روشان) وعمياء تدعى سوبريا اختصار سو (يامي غوتام) يلتقيان لمشروع زواج عن طريق عائلاتهم، وتم الأمر وبدآ في عيش الحياة الزوجية بسعادة، لكن في أيامهم الأولى للزواج، يظهر الأشرار أميت شقيق الوزير وصديقه وسيم اللذان يخططان للحصول على زوجة الأعمى، فقاما بذلك، بعدها يعود الأعمى للمنزل ليكتشف أن زوجته العمياء تم اغتصابها، قدم شكوى للشرطة لكنه كان يحتاج لتقرير طبي لإثبات حقيقة الاغتصاب خلال 24 ساعة، حاول ذلك لكن الوزير أخ المغتصب له أدرع في الشرطة لذلك تم حبس الزوجين لمدة 24 ساعة في مستودع للمحرقات حتى تتلف أدلة الاغتصاب، لذا الطب الشرعي نفى وجود أدلة اغتصاب بعدها، ولم تكن هناك قضية.
لكن الشريرين لم يهنآ وقدما لمنزل العمياة مرة أخرة وكررو فعلتهم فانتحرت العمياء ولم يكتشف الزوج قدومهم المرة الثانية إلا عند قدوم الوزير أخ أميت المغتصب ليعزيه عن وفاة زوجته وأخبره بذلك، واكتشف الزوج رسالة من زوجته تخبره بالانتقام لها وله، فتبدأ قصة الانتقام، رغم أن الزوج أعمى لكنه سينجح على قتل كل من أذى زوجته.